# Octol

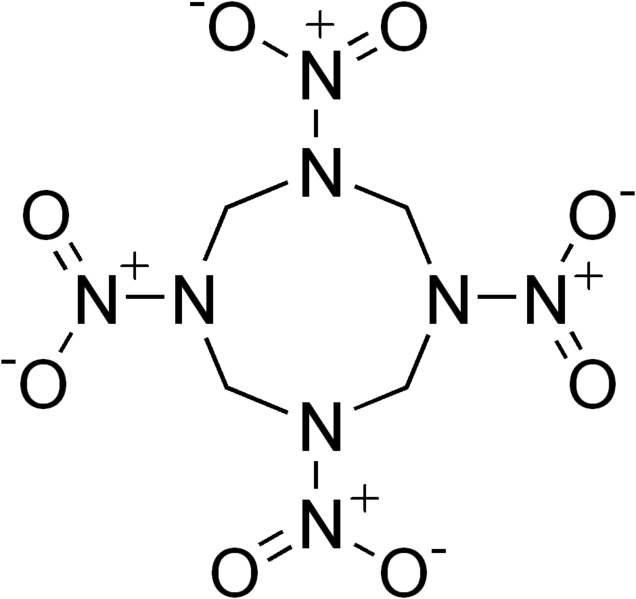
Thuốc nổ Octol

Octol là một loại thuốc nổ mạnh, được tạo thành từ hỗn hợp của HMX và TNT theo các tỉ lệ khối lượng khác nhau. Có hai loại thuốc nổ Octol phổ biến được sử dụng là:
Octol 70/30: 70% HMX & 30% TNT
Octol 75/25: 75% HMX & 25% TNT
Việc đưa thuốc nổ HMX là loại thuốc nổ có tốc độ nổ lớn hơn nhiều so với TNT (trên 2.000 m/s) và theo các tỉ lệ khác nhau vào loại thuốc nổ này làm cho đặc tính nổ của Octol có thể thay đổi, có thể sử dụng vào các mục đích khác nhau.
Octol chủ yếu được sử dụng vào trong lĩnh vực quân sự, ở các loại đạn dược, vật nổ đòi hỏi tốc độ nổ lớn như trong các lượng nổ lõm, các loại đầu đạn tên lửa sát thương, các đạn dược thứ cấp. Octol đắt hơn các loại thuốc nổ có thành phần cơ bản là RDX như Comp-B và Cyclotol. Ưu điểm của Octol là giảm đáng kể kích thước và trọng lượng thuốc nổ cần thiết. Đặc điểm này rất đáng chú ý, có thể sử dụng cho các loại vũ khí thông minh như các tên lửa dẫn hướng. Một đầu đạn nhẹ hơn nhưng vẫn hiệu quả làm cho nó có ưu điểm vượt trội. Điều này làm cho tên lửa có tốc độ lớn hơn, tầm bắn lớn hơn, thời gian bay nhanh hơn. Kết quả là mục tiêu ít có cơ hội nhận ra tên lửa và tránh được sự tấn công từ tên lửa.